# Emma Engstrand
Emma Engstrand (Bollnäs, 14 december 1977) is een Zweedse oriëntatieloopster.
Engstrand loopt voor de club Stora Tuna IK bij oriëntatielopen en voor Bollnäs FIK bij atletiekwedstrijden (veldlopen).

## Resultaten
Wereldkampioenschap oriëntatielopen
- Zilveren medaille (1)
  - 2007 - Estafette - Kiev, Oekraïne
- Bronzen medaille (1)
  - 2005 - Estafette - Aichi, Japan

Europees kampioenschap oriëntatielopen
- Zilveren medaille (1)
  - 2004 - Lange afstand - Roskilde, Denemarken
- Bronzen medaille (1)
  - 2004 - Sprint - Roskilde, Denemarken